# Gamla sockenvägen Flemingsberg–Lissma

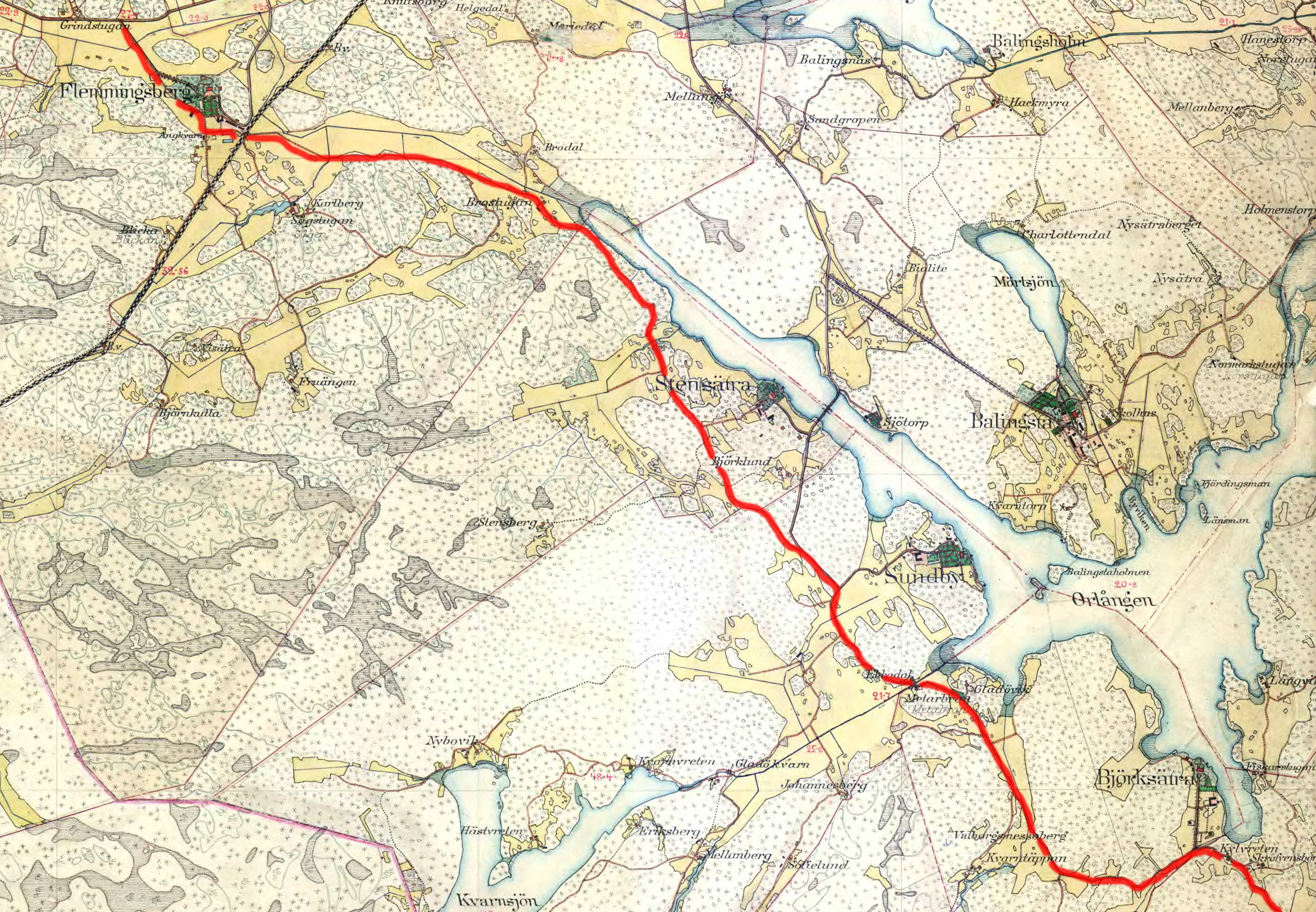
Gamla sockenvägen på Häradsekonomiska kartan, 1900–1906.

Sockenvägen Flemingsberg–Lissma är en historisk färd- och kyrkväg i Huddinge socken, dagens Huddinge kommun, Stockholms län. Vägen sammanlänkade bland annat gårdarna Flemingsberg, Stensättra, Sundby, Björksättra samt Lissma med Huddinge kyrka. Stora delar av den gamla färdvägen är fortfarande bevarade och nyttjas numera som vandringsled för delar av Huddingeleden och Sörmlandsleden.

## Historik

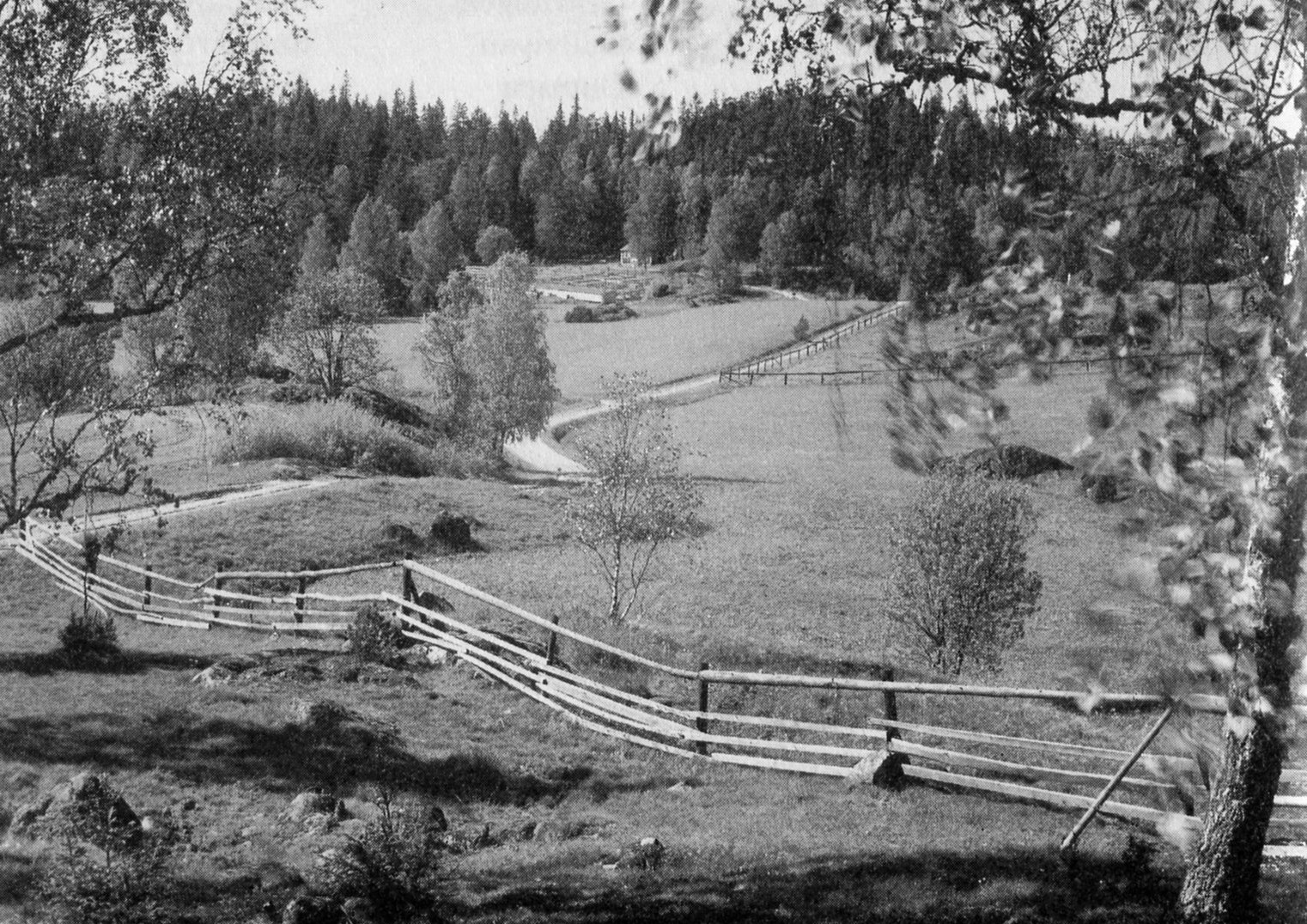
Sockenvägen vid Stensättra gård 1935. Här återfinns ett av Huddinges bäst bevarade kulturlandskap.

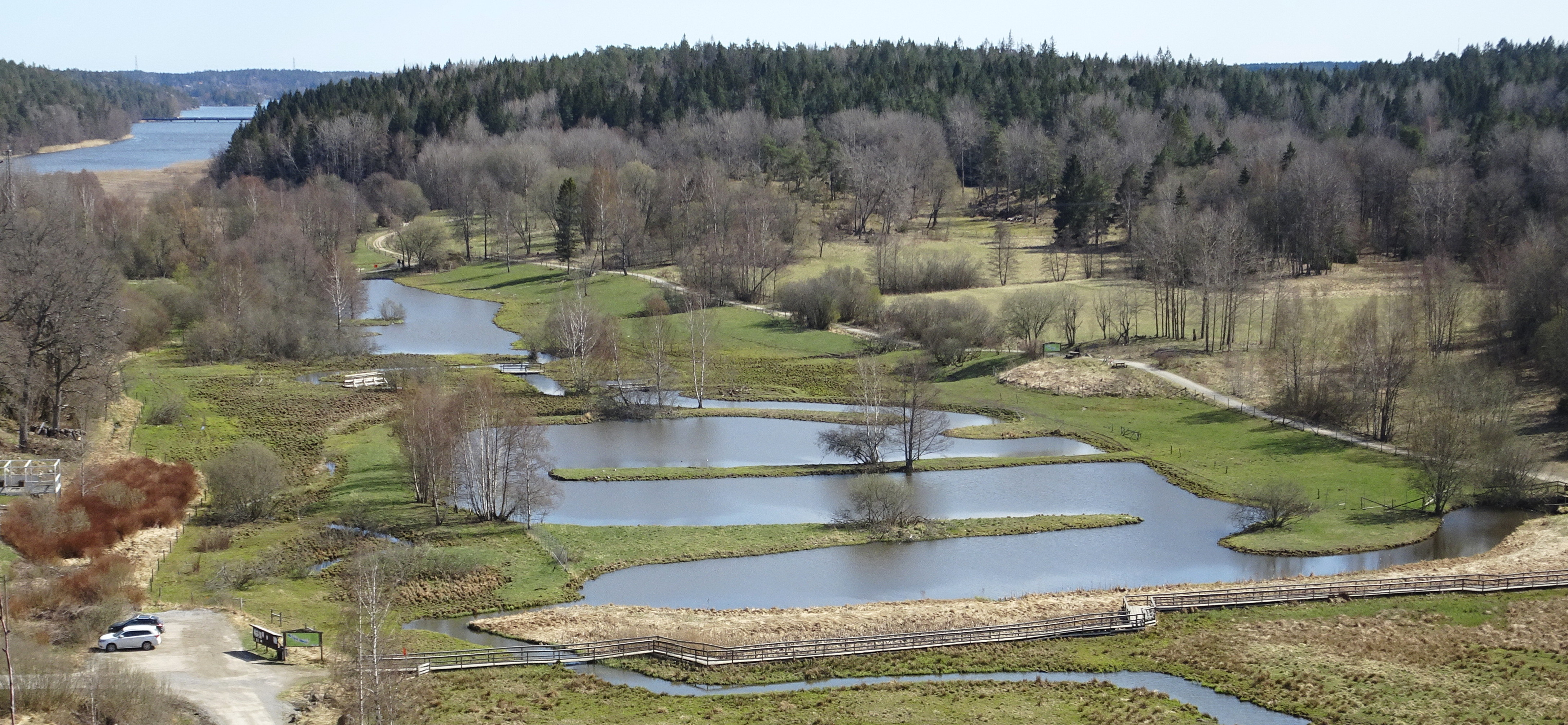
Sockenvägen ringlar längs med Flemingsbergsvikens våtmarksanläggning. I fonden syns Orlången, april 2021.

Den gamla socken- och kyrkvägen sträcker sig huvudsakligen längs med södra och västra sidan av Flemingsbergsviken och sjön Orlången inom Flemingsbergsskogens naturreservat. Vid det numera försvunna dagsverkstorpet Brostugan, längst in i Flemingsbergsviken, delade sig vägen. En del fortsatte västerut mot dagens Flemingsberg och en del gick mot norr och Huddinge kyrka. 
Vägen är redovisad på de äldsta kartorna som finns av området, i de geometriska jordeböckerna från 1636 och 1699. Vägen kan vara mycket äldre än så, dess exakta ålder är dock okänd. I skogsområdet söder om Björksättra existerar två cirka 100 meter långa hålvägar som tyder på att här fanns en vägförbindelse möjligtvis redan på medeltid eller ännu tidigare (RAÄ-nummer Huddinge 249:1). På 1850-talet övergavs den gamla sockenvägen som huvudfärdväg när nya vägar anlades, bland dem dagens Lännavägen (länsväg 259).

## Bevarade vägavsnitt
Av den gamla sockenvägen i Huddinge finns flera välbevarade vägavsnitt (från söder till norr):
- I höjd med Björksättra gård och väster om länsväg 259 existerar ett cirka 1 100 meter lång och två till tre meter bredd, delvis stensatt gammalt stycke väg. Den finns med på en karta från 1740-talet (RAÄ-nummer Huddinge 267:1).

- I skogsområdet väster om Sundby gård finns en cirka 1 200 meter lång vägsträcka som delas av länsväg 259 i två avsnitt. Vägbankarna är 1,5-3 meter bred, mestadels med tydliga diken på båda sidor och med ställvis nedskjunken stig i mitten (RAÄ-nummer Huddinge 332:1 och 332:2). Här fanns en mindre avstickare till det numera försvunna torpet Gullarängen.

- Den längsta och bäst bevarade vägsträckan (cirka 1,7 kilometer) finns vid Flemingsbergsviken. Här passerar vägen (nuvarande Stensättravägen) genom ett vackert kulturlandskap förbi Stensättra gård och den så kallade Stöttestenen. Stenen är ett stort flyttblock och ett slags offerkast som enligt gammal folktro måste stöttas upp av den som passerande, annars kunde det gå illa (RAÄ-nummer Huddinge 244:1).

- Lite längre norrut övergår vägen i en brant stigning och sträcker sig genom ett skogsparti och förbi Stensättra fornborg. Ytterligare cirka 700 meter norrut når vägen Flemingsbergsvikens innersta del. Här passerar man några jätteekar. Vid Brostugans torpplats delar den sig med en gren mot norr och Huddinge kyrka och mot väster och Flemingsbergs gård.

- Sockenvägens västra fortsättning går norr om Flemingsbergsvikens våtmarksanläggning (RAÄ-nummer Huddinge 333:1). På berget i söder tornar Flemingsbergsvikens fornborg med vidsträckt utsikt över våtmarksanläggning. Den sista biten fram till Flemingsbergs gård är numera utplånad genom modern bebyggelse i Visättra och Flemingsberg.

## Bilder

Sträckan Sundby gård – Stensättra gård
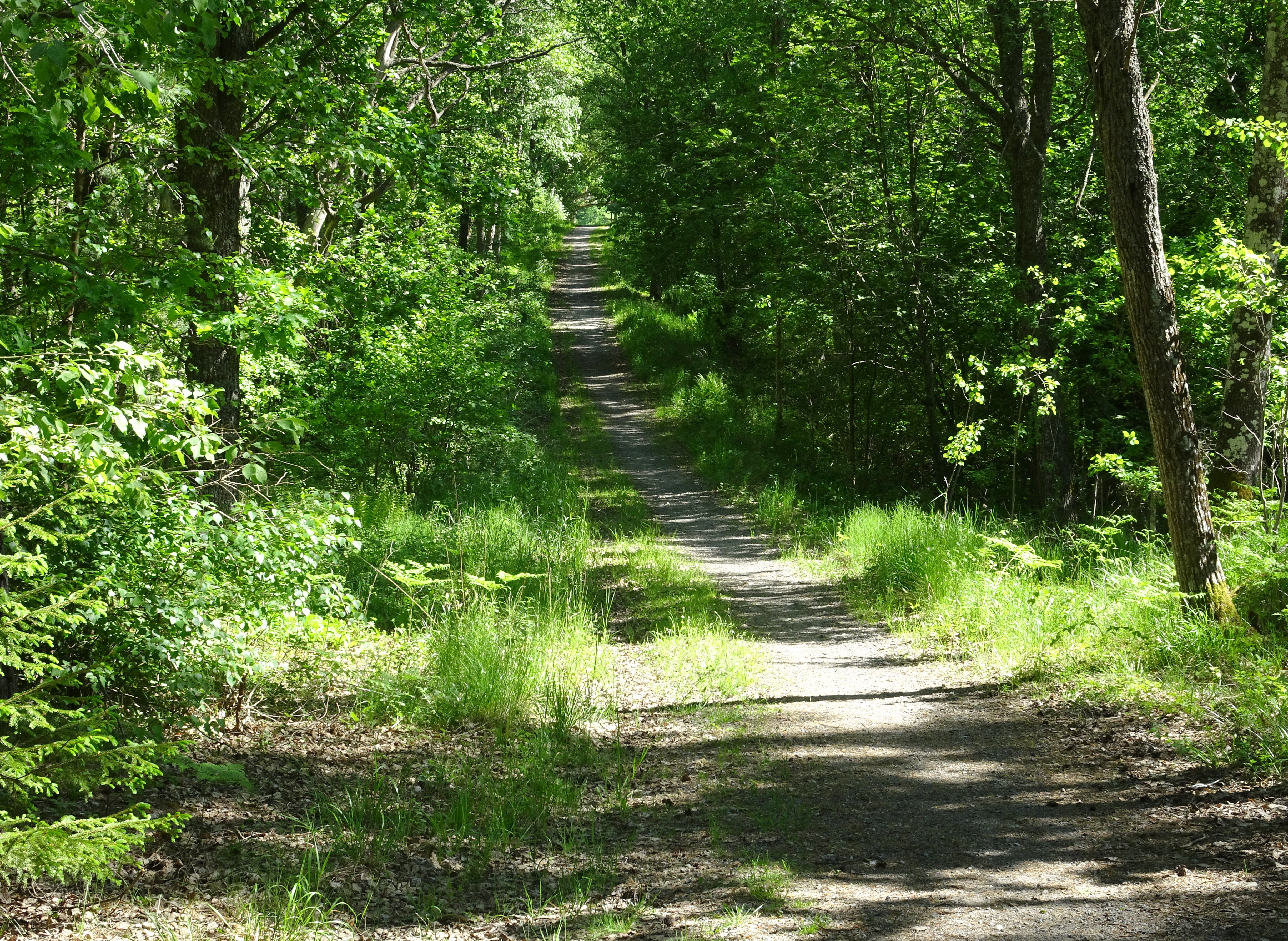
Vägen vid Sundby gård, vy norrut mot Sundby gårdsväg.
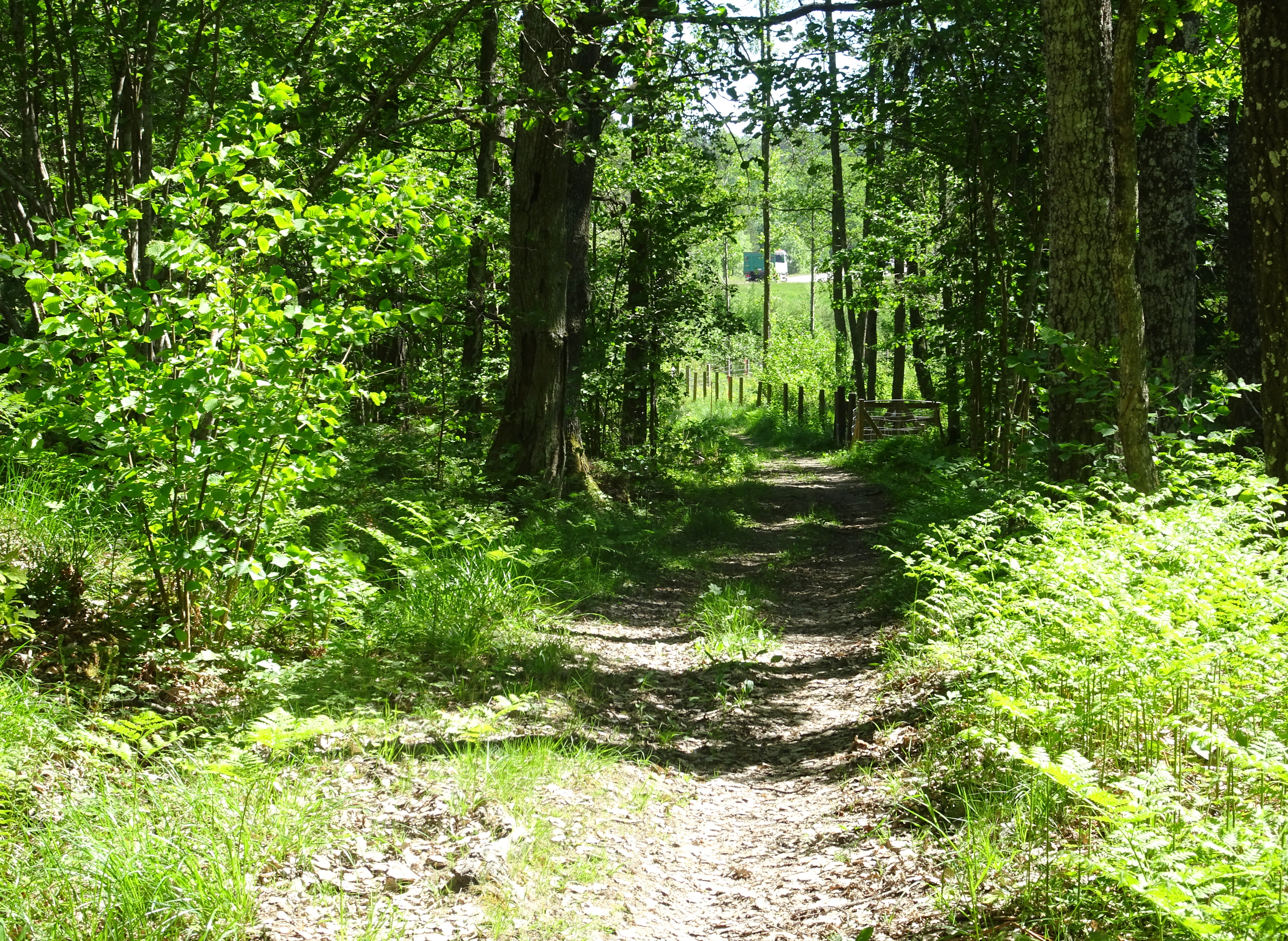
Vägen norr om Sundby gård, länsväg 259 syns i bakgrunden.
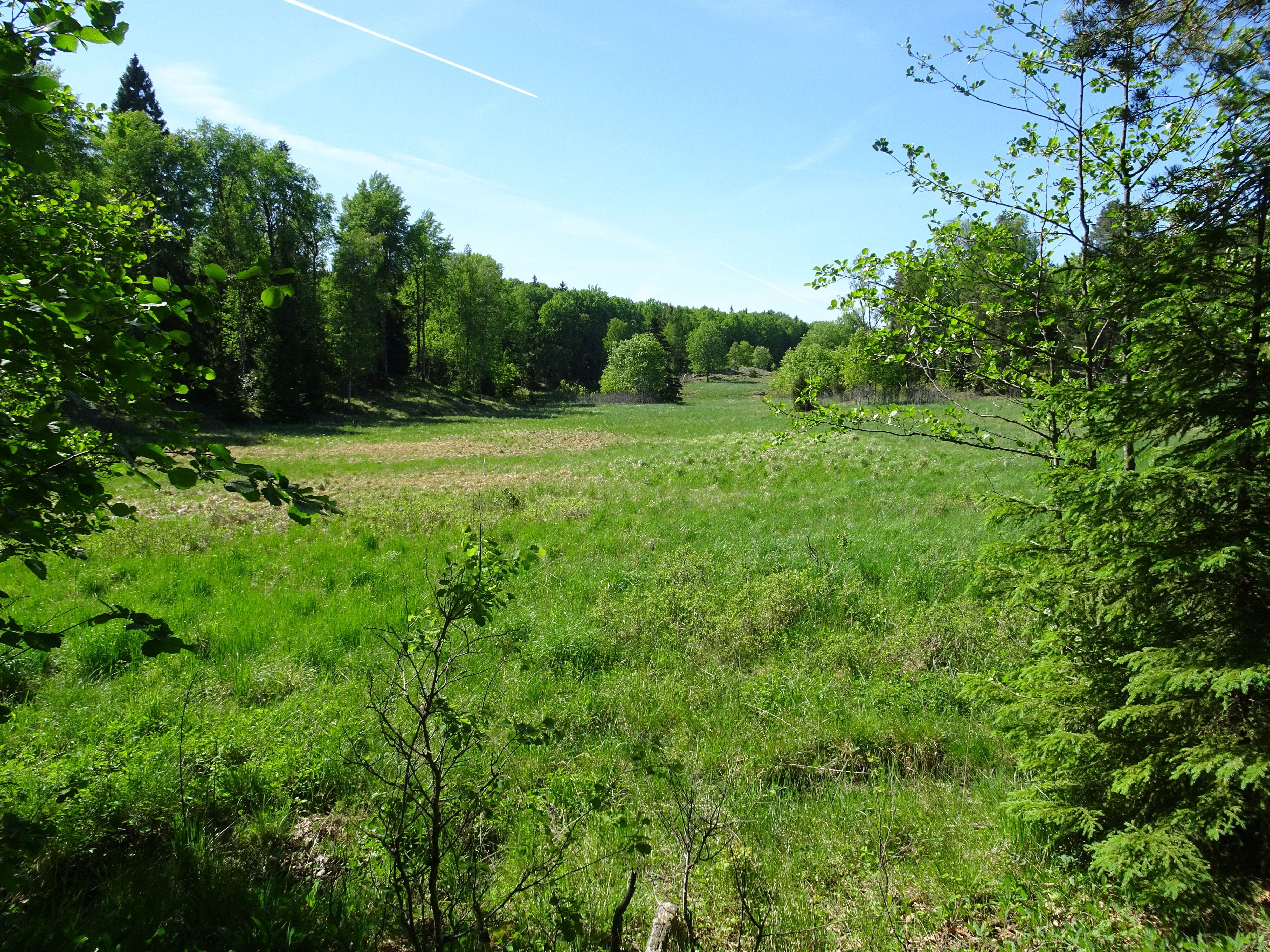
Före detta Gullarängens torpplats.
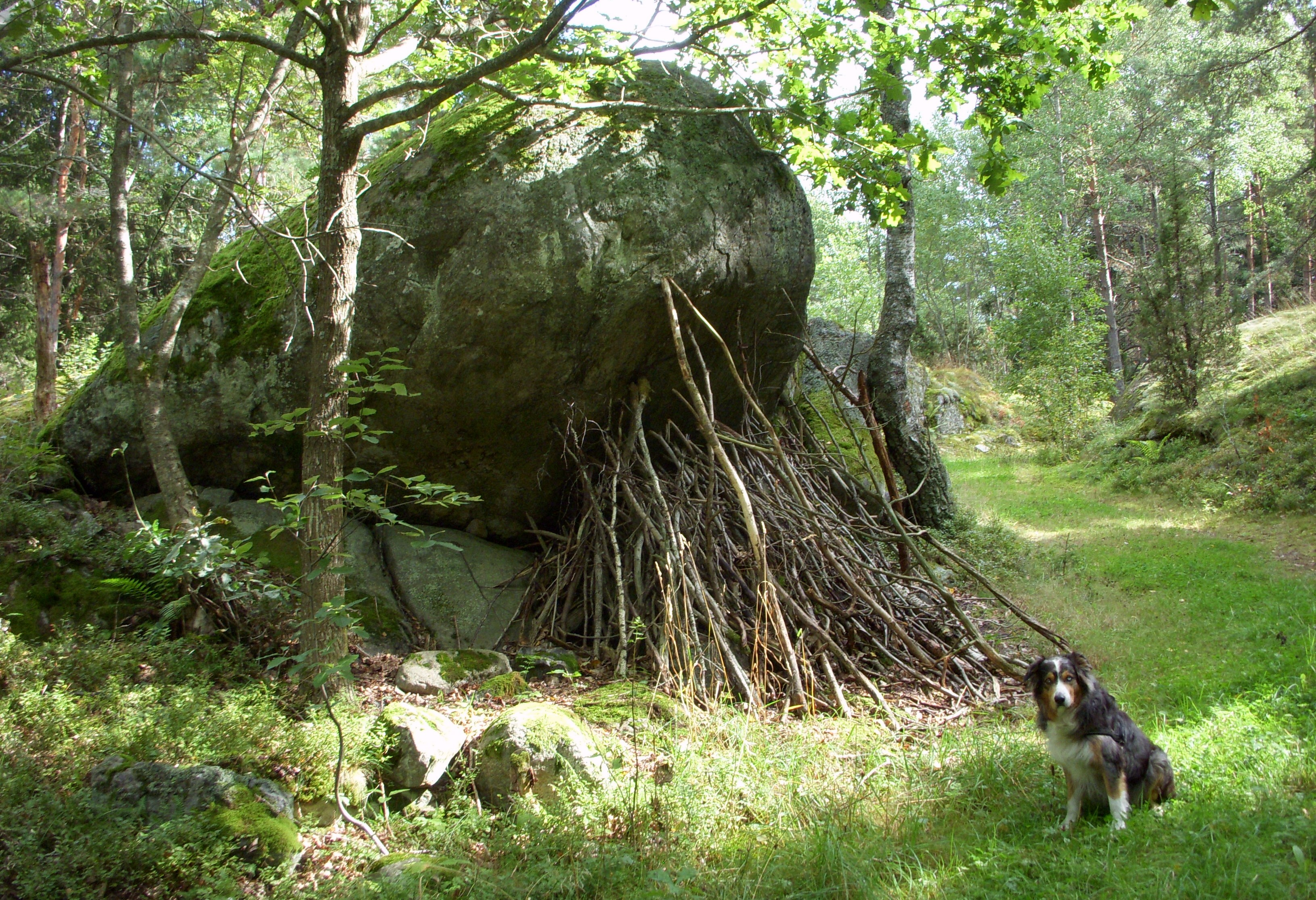
Vägen förbi Stöttestenen.
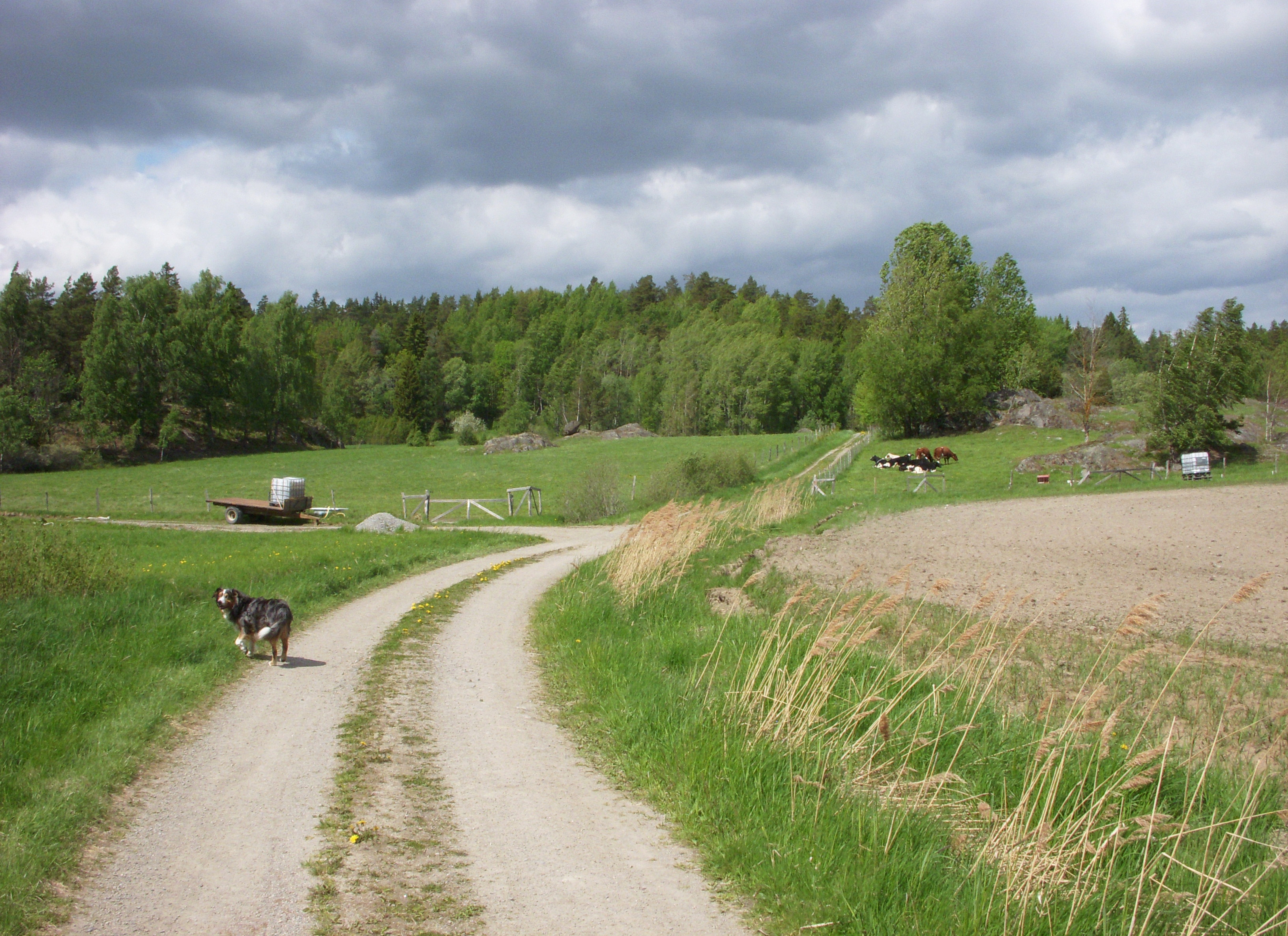
Vägen vid Stensättra gård, vy norrut.

Sträckan Stensättra gård – Flemingsbergsvikens våtmarksanläggning
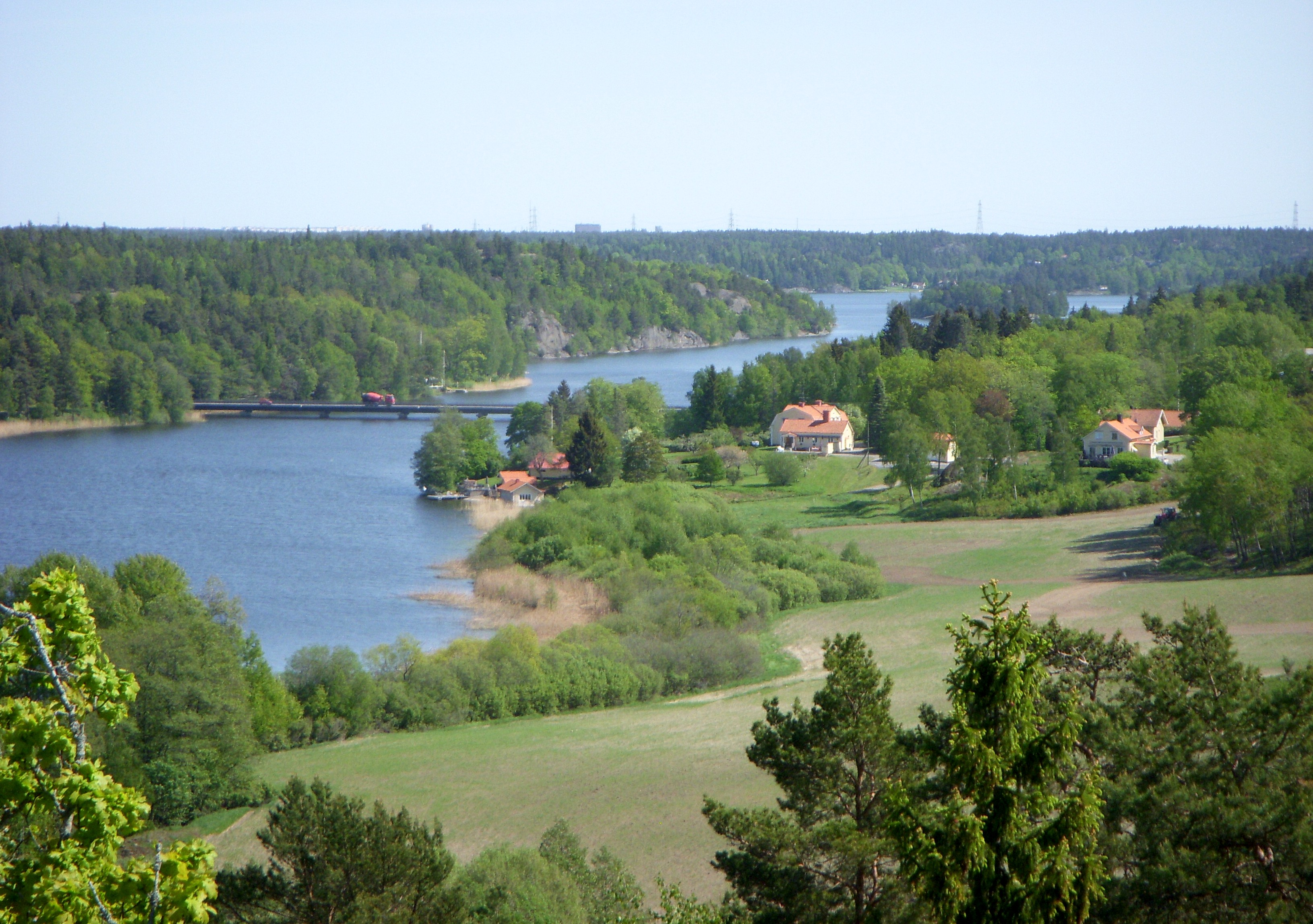
Utsikt från Stensättra fornborg, vy söderut med Stensättra gård i bakgrunden.
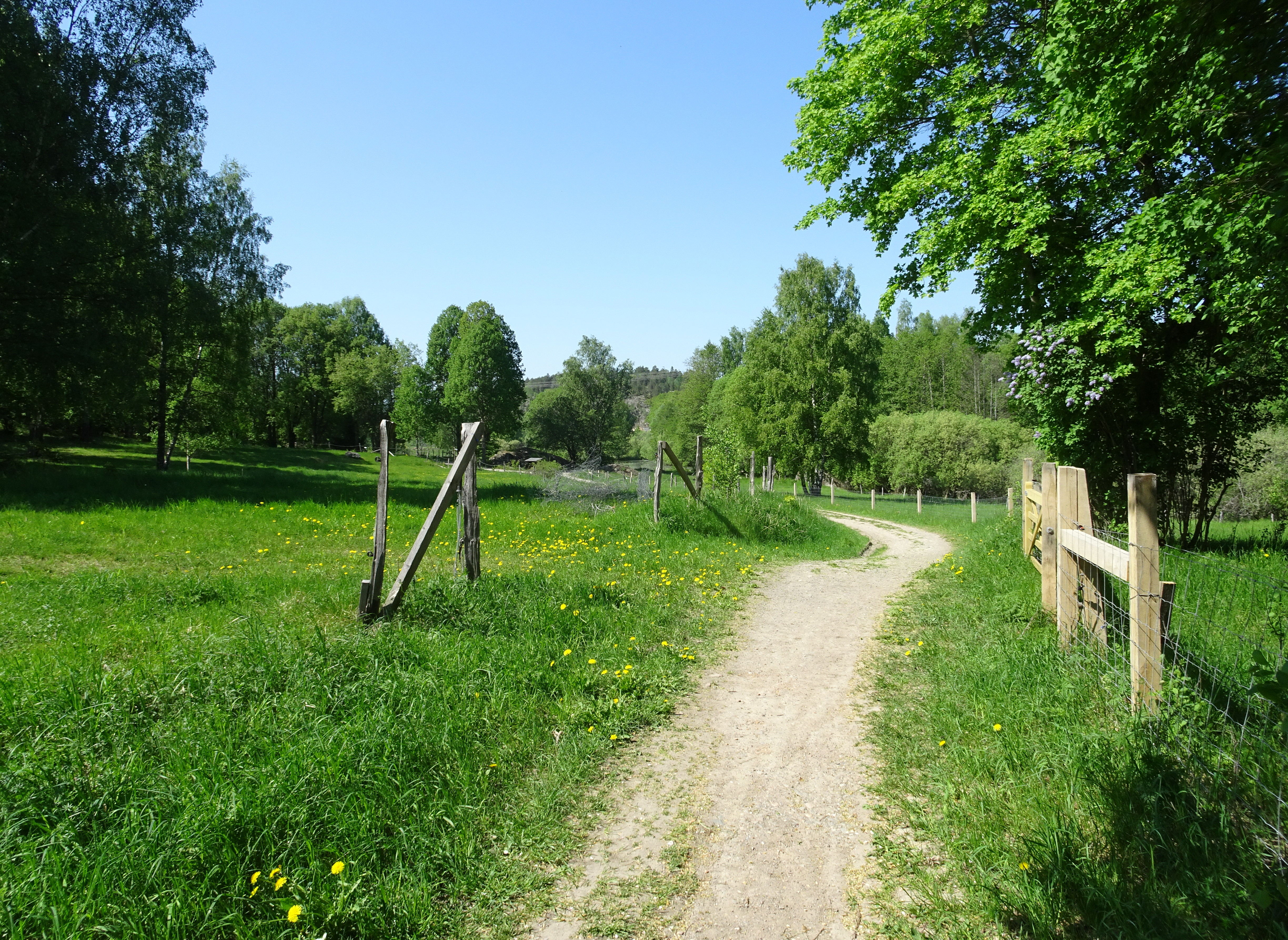
Vägen vid Flemingsbergsviken, vy norrut.
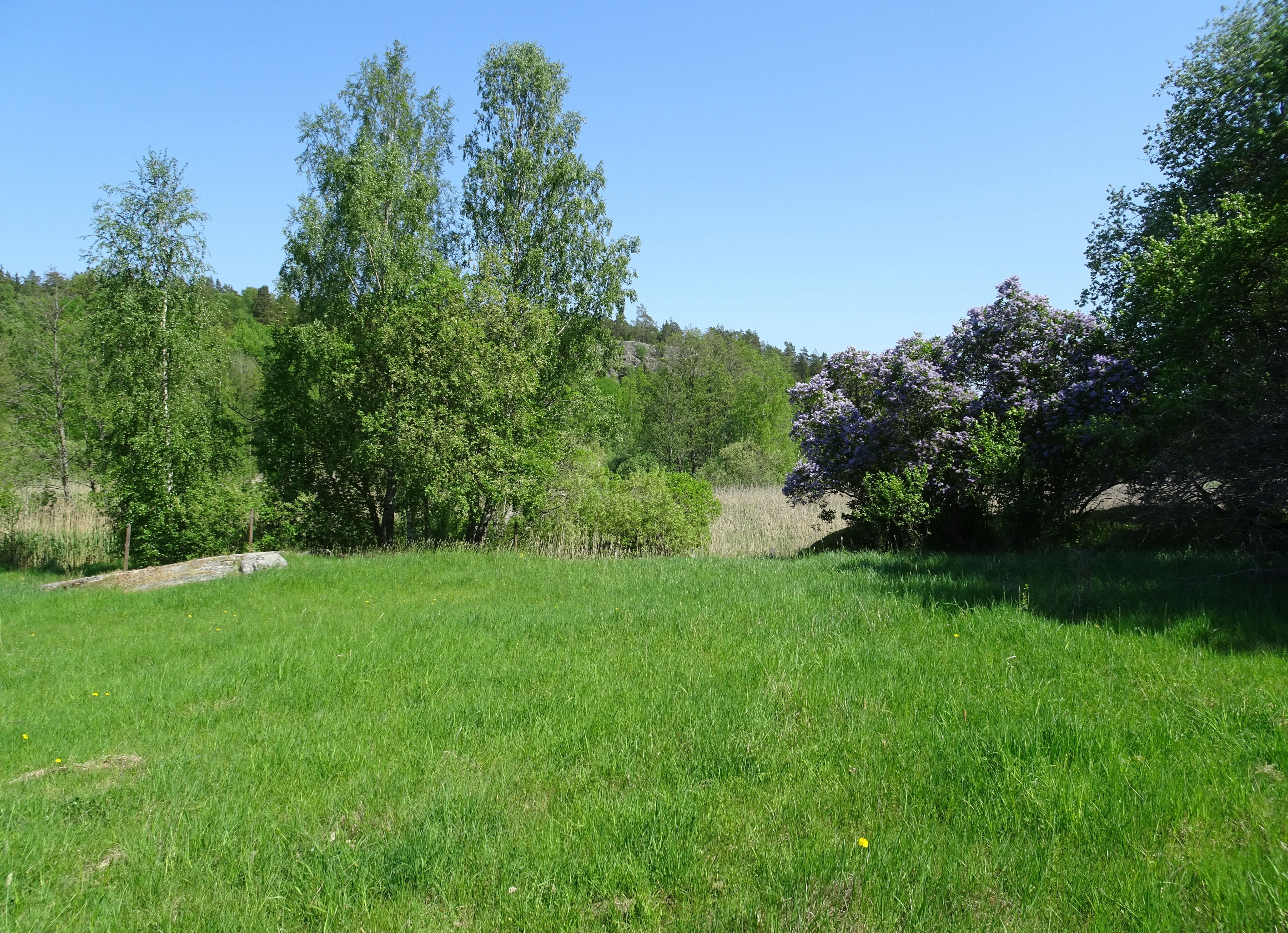
Före detta Brostugans torpplats.
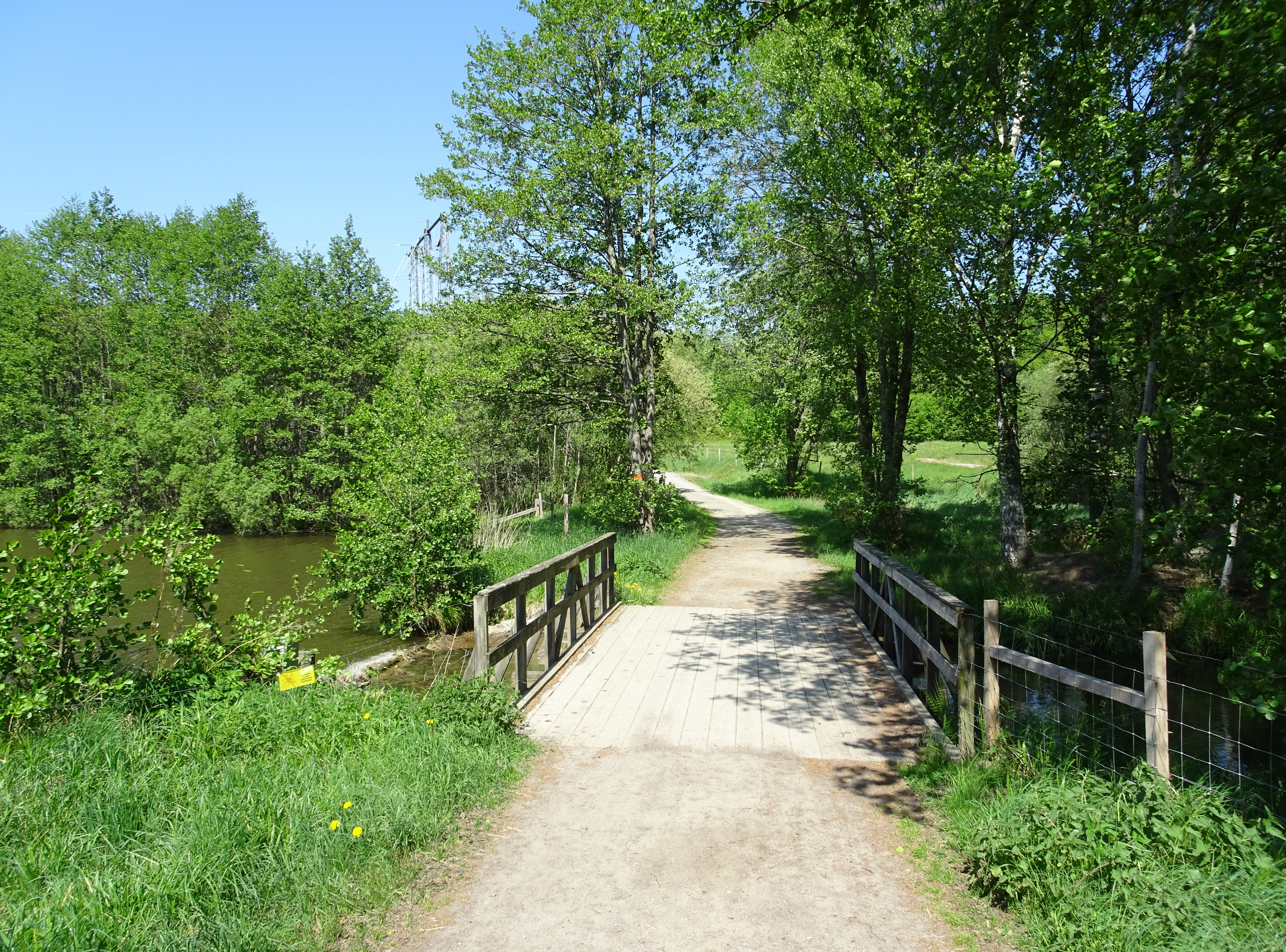
Avtagsvägen mot Huddinge kyrka vid före detta Brostugan.
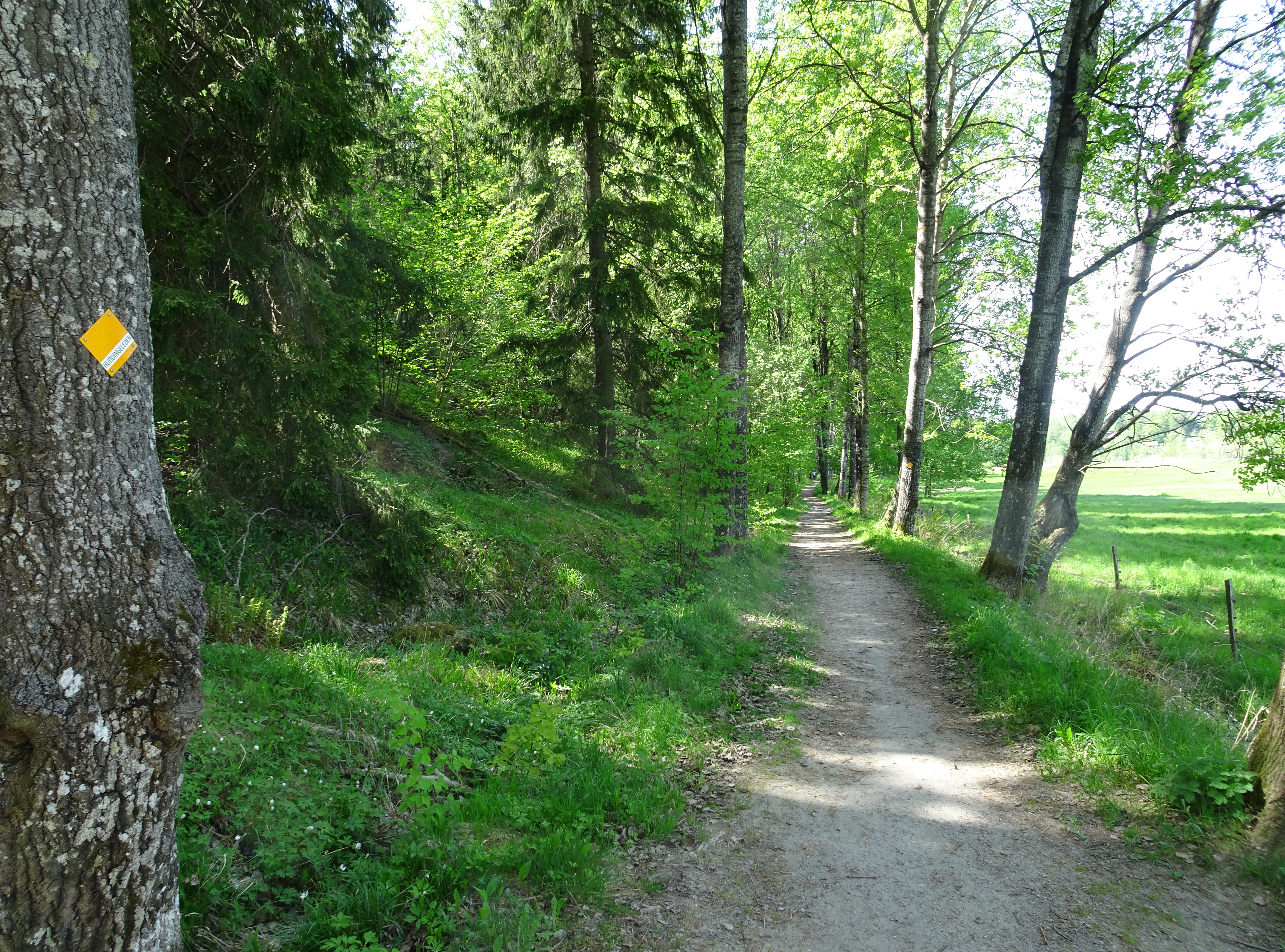
Vägen vid Flemingsbergsvikens våtmarksanläggning, vy västerut.